# Asta (anatomía)

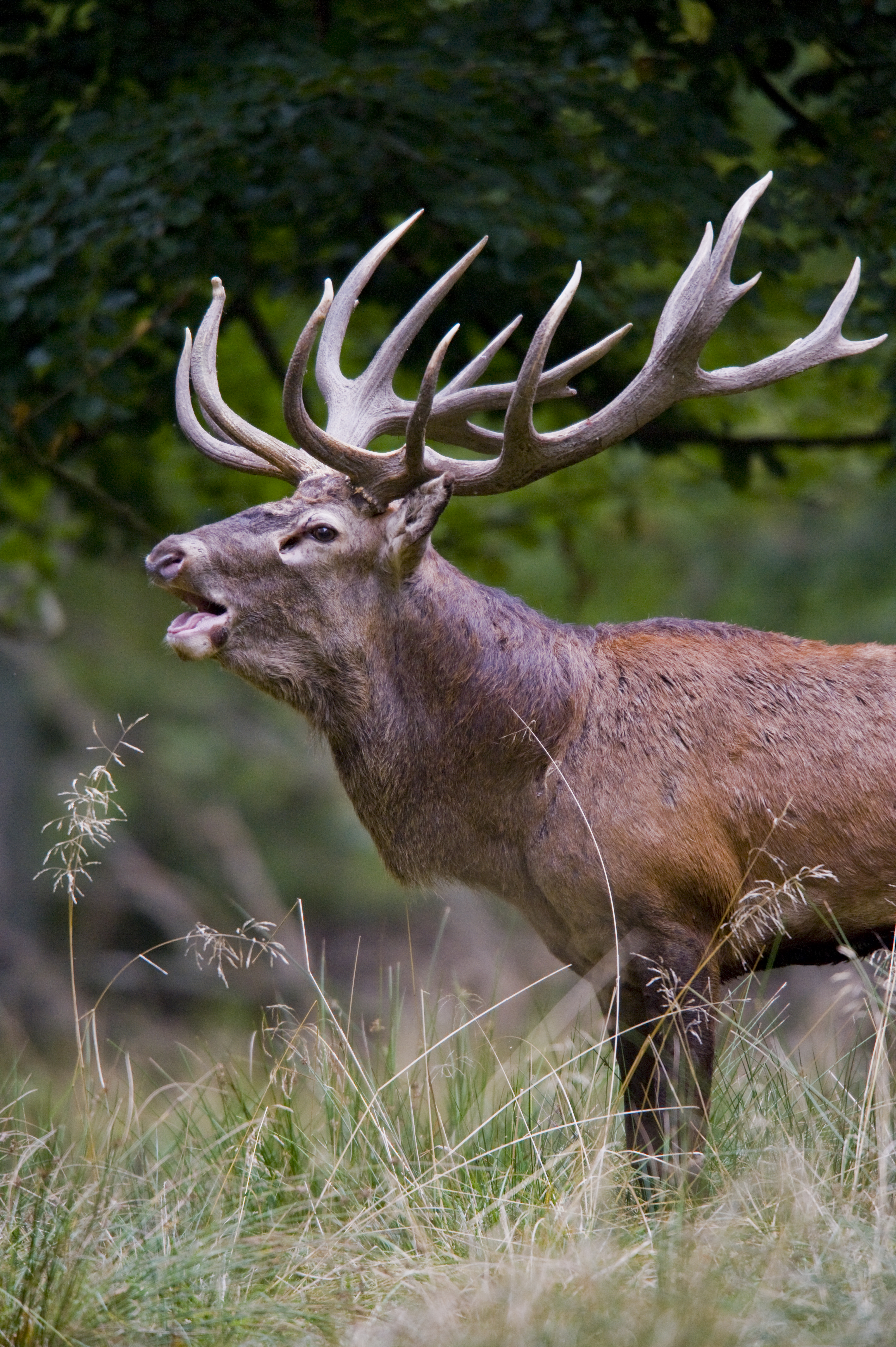
Astas de un macho de ciervo rojo.

Las astas —también llamada en ocasiones cornamenta o cuerna— son, en zoología, las formaciones rígidas anejas a la parte superior de la cabeza de cérvidos como son, por ejemplo: el ciervo o el reno. Son exclusivas de los ungulados de la familia Cervidae (familia perteneciente al orden Artiodactyla). Las astas son diferentes de los cuernos, los cuales son exclusivos de otro grupo de artiodáctilos, pero de la familia Bovidae. Las astas crecen y se caen cada año en relación con el ciclo reproductivo de cada especie, mientras que los cuernos no se caen y siguen creciendo durante la vida del animal. Las astas están presentes solo en los machos de los ciervos excepto en el reno (Rangifer tarandus), especie en la que las presentan los individuos adultos de ambos sexos. Por el contrario, en los bóvidos se presentan cuernos en ambos sexos, pero en los machos tienden a ser mayores. Las astas juegan un papel importante durante el apareamiento.
El asta es el nombre del material de fabricación extraído de las astas de los cérvidos, principalmente de ciervos y renos. En la prehistoria de Europa, sobre todo en el paleolítico superior, el asta ha sido un material utilizado en la fabricación de arpones, mangos de hacha, percutores o bastones perforados, entre otros objetos. Desde la antigüedad hasta tiempos más recientes, el asta se ha empleado para la fabricación de un gran número de objetos y herramientas, como, por ejemplo, los arcos compuestos, entre otros.